# 金寨镇
金寨镇，是中华人民共和国陕西省安康市旬阳市下辖的一个乡镇级行政单位。

## 行政区划
金寨镇下辖以下地区：
寨河村、郭家湾村、小营村、观音堂村、花房村、权口村、珍珠村、谭家院村、庙子垭村和张河村。